# Адрианов, Юрий Андреевич
Юрий Андреевич Адрианов (18 июня 1939, Горький, СССР — 12 августа 2005, Нижний Новгород, Россия) — советский и российский поэт, прозаик, публицист, краевед. Член Союза писателей СССР. Заслуженный работник культуры РСФСР. Почётный гражданин Нижегородской области.

## Биография
Его отец, Андрей Васильевич, погиб при обороне Севастополя в июле 1942 года, и мальчик воспитывался матерью Екатериной Ивановной. Она была необыкновенной женщиной — писала стихи, занималась в драматическом кружке, мечтала об актерской карьере.
Учился в средней школе № 8 и в Горьковском Государственном университете им. Н.И. Лобачевского на историко-филологическом факультете, который окончил в 1962 году.
Первые публикации стихов приходятся на последний год учёбы в школе (1957) и студенческую пору времён «хрущёвской оттепели» (1957—1962).
Считайте годы по вёснам! 

По вёснам, а не по зимам. 

По вёснам, штурмующим космос, 

Стремительно, неудержимо. 

Считайте годы по мартам. 

По мартам, ручьистым и синим. 

Ищите на новых картах 

Новые вёсны России…
Похоронен на Бугровском кладбище Нижнего Новгорода

## Память
- На здании филологического факультета Нижегородского государственного университета имени Н.И. Лобачевского (улица Большая Покровская, 37) установлена мемориальная доска.
- В нижегородском лицее №8 (улица Пискунова, 35а) расположен кабинет-музей Юрия Адрианова.

## Основные публикации
- Адрианов Ю. А. Считайте годы по вёснам: Стихи. — Горький: Кн. изд-во, 1963. — 48 с.
- Адрианов Ю. А. Меридианы: Стихи. — М.: Молодая гвардия, 1965. — 104 с.
- Адрианов Ю. А. Северные посвящения: Стихи / Ил.: Д. Арсенин. — Горький: Волго-Вят. кн. изд-во, 1967. — 112 с.
- Адрианов Ю. А. Керженец: Стихи / Ил.: Э. Б. Аронов. — Советский писатель, 1969. — 104 с.
- Адрианов Ю. А. Нижегородская отчина: Страницы путевого дневника / Предисл. В. Автономова. — Горький: Волго-Вят. кн. изд-во, 1971. — 128 с.
- Адрианов Ю. А. Братина: Сборник стихов / Ил.: Г. Гущин. — М.: Молодая гвардия, 1972. — 144 с.
- Адрианов Ю. А. Звенья времени: Стихи / Ил.: Н. Мидов. — Горький: Волго-Вят. кн. изд-во, 1974. — 96 с.
- Адрианов Ю. А. Разлука в пути: Сборник стихов. — М.: Современник, 1975. — 112 с. — (Новинки «Современника»).
- Адрианов Ю. А. Краски: Стихи разных лет / Худож. Д. Арсенин. — Горький: Волго-Вят. кн. изд-во, 1979. — 96 с.
- Адрианов Ю. А. Пламень костров и листьев: Стихи. — Современник, 1980. — 112 с. — (Новинки «Современника»).
- Адрианов Ю. А. Добрый серпень: Новые стихи / Худож. В. Сергеев. — Горький: Волго-Вят. кн. изд-во, 1983. — 112 с.
- Адрианов Ю. А. Прощание славянки: Стихотворения / Худож. С. Соколов. — М.: Советская Россия, 1986. — 128 с.
- Адрианов Ю. А. Отъезжее поле: Стихи. — М.: Современник, 1987. — 96 с. — (Новинки «Современника»).
- Адрианов Ю. А. Хождение за равнинные реки (Нижегородская отчина. Кн. 3): Страницы лирического дневника, очерки, литературные портреты / Худож. С. А. Шабанов. — Горький: Волго-Вят. кн. изд-во, 1989. — 464 с. — 14 000 экз. — ISBN 5-7420-0119-3.
- Адрианов Ю. А. Светорусье: Стихи. — Н. Новгород: Волго-Вят. кн. изд-во, 1991. — 256 с. — ISBN 5-7420-0407-9.
- Адрианов Ю. А. На вечернем перепутье: Стихи, 1991—1993 г. — Н. Новгород: Марина, 1993. — 72 с. — ISBN 5-85480-005-5.
- Адрианов Ю. А., Шамшурин В. А. Нижегородские музы: Культура в ретроспективе: события, имена, традиции. — Н. Новгород: Нижполиграф, 1994. — 64 с. — ISBN 5-7626-0029-6.
- Адрианов Ю. А., Шамшурин В. А. Старый Нижний: Историко-литературные очерки. — Нижний Новгород: СММ, 1994. — 229 с. — ISBN 5-86531-007-0.
- Адрианов Ю. А. Листопад над Печерской обителью : Две тетради: Стихи. — Н. Новгород: Марина, 1995. — 164 с. — 5−85 480−007−1 экз.
- Адрианов Ю. А. Нижний — отчина моя: Стихи о родном городе, славных земляках и Нижегородском крае. — Н. Новгород: Нижполиграф, 1996. — 144, [16] с. — ISBN 5-7628-0087-3.
- Адрианов Ю. А. Болдинские этюды: Стихи и проза. — Н. Новгород; Пушк. Болдино: ДЕКОМ, 1997. — 139 с. — ISBN 5-89533-016-9.
- Адрианов Ю. А. Нижегородская отчина. — Н. Новгород: Нижегор. ярмарка, 2001. — 512 с. — (Нижегородские были). — ISBN 5-87893-040-4.
- Адрианов Ю. А. Нижний Новгород — столица Поволжья / Nizhny Novgorod, the Volga Capital. — Н. Новгород: Бегемот, 2003. — 32 с. — ISBN 5-901086-32-5.
- Адрианов Ю. А. Память отъезжих полей: Стихи об охоте. — Н. Новгород; Дзержинск: Хорва, 2004. — 32 с. — ISBN 5-89762-006-7.
- Адрианов Ю. А. Избранное : в 2-х томах. — 2004.
- Адрианов Ю. А. Провинциальные Гомеры: (Заметки о нижегородском литературном гнезде и воспоминания о Борисе Пильнике, Николае Кочине, Федоре Сухове, Александре Люкине и других писателях-земляках). — Н. Новгород, 2005. — 160 с.
- Адрианов Ю. А. Я гость двадцать первого века: Стихотворения 2003—2005 гг. (из неизданного). — Н. Новгород: Вертикаль, 2009. — 125 с.
- Адрианов Ю. А. Память огненной поры. — Н. Новгород: Вертикаль XXI век, 2010. — 116 с. — ISBN 978-5-85480-111-6.
- Адрианов Ю. А. Вечная дорога для души: Сборник / Ред. и авт. вступ. ст. Н. В. Морохин. — Н. Новгород: Растр-НН, 2010. — 574, [100] с. — ISBN 978-5-901956-41-0.
- Адрианов Ю. А. Про коня и про Жар-птицу: Стихи для детей / Худож. Н. Ушакова. — Н. Новгород: Кварц, 2010. — 16, [1] с. — (Издательский проект «Детское чтение»). — ISBN 978-5-903581-36-8.